# Scupi
Scupi je arheološko najdišče med Zajčevim Ridom (Зајчев Рид - 'Zajčji hrib') in reko Vardar, nekaj kilometrov od središča Skopja v Severni Makedoniji. Tu je bil v 2. stoletju pred našim štetjem na mestu starejše dardanske naselbine ustanovljen rimski vojaški tabor. Kasneje je postala Colonia Flavia Aelia Scupi kamor so naselili številne veterane legionarje. Rimsko mesto je bilo ustanovljeno v času Domicijana (81–96 n. št.) in Scupi je postal glavno središče romanizacije Dardanije. Zapuščeno je bilo leta 518 po potresu, ki je uničil mesto.

## Zgodovina
Scupi je postal glavno mesto Dardanije, ki se je raztezala od Naissusa (sodobni Niš) do Bylazora, v 2. stoletju pred našim štetjem. Dardanci so po rimski osvojitvi Makedonije ostali neodvisni, ker so podpirali Rimljane v upanju, da bodo na ta način povečali svoje ozemlje. Ni jasno, kdaj so Rimljani dokončno priključili Dardanijo in zdi se najverjetneje, da so Dardanci dejansko izgubili neodvisnost leta 28 pr. n. št.. Scupi je zrasel kot kolonija legionarjev, predvsem veteranov  VII legije Claudia v času Domicijana (81–96 n. št.), čeprav je bilo tam morda že nameščenih več legij Krasove vojske iz let 29–28 pr. n. št.. Na tem območju je bilo ustanovljeno uradno cesarsko poveljstvo. Scupi je bil vključen v Zgornjo Mezijo po ustanovitvi province leta 6 n. št. Od leta 272 n. št. je bil po ustanovitvi Dardanije kolonija znotraj rimske province Dardanije. Scupi so večkrat opustošili barbari, leta 269 našega štetja Goti, v 5. stoletju Huni in nazadnje leta 518 popolnoma uničil potres. Življenje v Scupiju se je po potresu ustavilo in domneva se, da so se prebivalci preselili živet na Kale, hrib v središču Skopja.(37°53′01″N 27°27′49″E / 37.88361°N 27.46361°E)
Selitev mesta je pogosto povezana z ustanovitvijo Justiniane Prime (sodobni Caričin Grad pri Lebanu ). Justiniana Prima je bilo legendarno mesto, ki ga je ustanovil Justinijan I., ki je vladal Vzhodnemu rimskemu cesarstvu v letih 527–565. Povezava temelji na predpostavki, da je vas Taor, ki je v bližini Skopja, Tauresium, rojstni kraj Justinijana I., in na opisu Justininiana Prima Prokopija, ki ustreza skopski trdnjavi (Kale), Stari čaršiji in akvaduktu, ki so še vedno mejniki iz Skopja.
Zato je okoli tega mesta zgradil steno iz majhnega obsega v obliki kvadrata, na vsakem vogalu postavil stolp in dal, da se imenuje, kot se dejansko imenuje, Tetrapyrgia. In blizu tega kraja je zgradil zelo opazno mesto, ki ga je poimenoval Justiniana Prima in se tako oddolžil domu, ki ga je vzgajal. Na tem mestu je zgradil tudi akvadukt in tako poskrbel, da je bilo mesto obilno oskrbljeno s stalno tekočo vodo. In veliko drugih podjetij je izvedel ustanovitelj tega mesta - dela velikega obsega in vredna posebne omembe. Kajti našteti cerkve ni lahko in je nemogoče z besedami povedati o bivališčih za sodnike, velike stoe, lepe tržnice, vodnjake, ulice, kopališča, trgovine. Skratka, mesto je hkrati veliko in naseljeno ter blagoslovljeno v vseh pogledih. — Prokopij, opis Justiniana Prima v 'Stavbah'

## Izkopavanja
Izkopavanja na arheološkem najdišču so se začela v času med obema svetovnima vojnama. Radoslav Gruić je leta 1925 odkril zgodnjekrščansko baziliko, najpomembnejše odkritje pa je bilo Nikole Vulića, srbskega arheologa, ko je našel antično makedonsko gledališče. Nikola Vulić je bil arheolog, ki je največ objavil o Scupiju.
Izkopavanja na tem mestu sta v letih 1959–61 opravila Duje Rendić-Miočević, ki so bila objavljena leta 1981, in Ivan Mikulčić, objavljena leta 1971 in 1973.
Muzej mesta Skopje je leta 1966 začel nova izkopavanja in konservatorska dela na najdišču, ki jih je vodil Milutin Garašanin. Od leta 1980 je odgovorna oseba za izkopavanja in konservatorska dela na najdišču Dušanka Koraćević.
Julija 2008 je bil najden dobro ohranjen kip rimske boginje Venere. Kip meri 1,7 metra v višino.
Ilirsko pleme Albani je izpričano v starodavnem pogrebnem napisu v Scupiju. Leta 1931 ga je izkopal Nikola Vulić, njegov tekst pa je leta 1982 kurirala in objavila Borka Dragojević-Josifovska. Napis v latinščini se glasi »POSIS MESTYLU F[ILIUS] FL[AVIA] DELVS MVCATI F[ILIA] DOM[O] ALBANOP[OLI] IPSA DELVS« (»Posis Mestylu, sin Flavie, hčere Delusa Mucatija, ki prihaja iz Albanopolis"). Sega v konec 1. stoletja našega štetja in začetek 2. stoletja našega štetja. Dragojević-Josifovska je obstoječemu tekstu dodala dve vrstici: »VIVA P(OSUIT) SIBI/ ET VIRO SUO«. Delus Mucati je ilirsko ime in njegova domovina je bila Albanopolis (domo Albanopoli). Dragojević-Josifovska je domnevala, da se je tako kot drugi v Makedonijo naselil iz južne Ilirije.

## Stavbe
Obstajajo štiri gradbena obdobja. Prvo je čas domnevnega tabora dveh legij iz leta 168 pr. n. št. Drugo je ustanovitev rimske kolonije, ki se je končala z invazijo Gotov leta 269 našega štetja. Tretje obdobje je najbolj opazno in ga predstavljajo ostanki ene posvetne bazilike, kompleksa kopališč (term) in ene meščanske hiše. Zadnje, četrto obdobje, ki se začne približno po vdoru Ostrogotov iz leta 472 ali 489 našega štetja, predstavljajo ostanki zgodnjekrščanske bazilike in meščanske hiše z apsido. Scupi je bil leta 518 popolnoma uničen.
Danes so prepoznavne le zgodnjekrščanska bazilika, posvetna bazilika, terme in meščanske hiše ob cesti. Rimsko gledališče je popolnoma propadlo.

### Rimsko gledališče
Ocenjuje se, da je bilo gledališče zgrajeno v 2. stoletju našega štetja zaradi napisov Colonia Scupi Aelia na sedežih. Domnevajo, da je bilo gledališče zgrajeno za Hadrijana, rimskega cesarja, ki je obiskoval balkanska mesta. Dekoracija rimskega gledališča je bila na najvišji ravni, primerljiva z najboljšimi na svetu iz tistega časa. Ivan Mikulčić piše, da v 1000 letih antike ni stavbe, ki bi dosegla tako prefinjeno umetniško raven kot rimsko gledališče v Scupiju.
Nikola Vulić trdi, da je gledališče v Scupiju večje od tistega v Stobiju, Duje Rendić-Miočević pa, da je največje na ozemlju sodobne Severne Makedonije. Gledališče je služilo samo za gledališke predstave, komedije in tragedije. Ni arhitekturnega dokaza, da so gledališče uporabljali za gladiatorske igre, kot je to primer gledališča v Stobiju.